# Uwe Reuter (Fußballspieler)
Uwe Reuter (* 27. November 1934; † 15. Dezember 2011) war ein deutscher Fußballspieler. Der Offensivspieler war von 1956 bis 1964 in den Fußball-Oberligen Nord und Süd (1960/61), sowie im Premierenjahr der Fußball-Bundesliga, 1963/64, aktiv.

## Karriere
Reuter wechselte als Schüler vom SV Uhlenhorst-Herta in die Jugendabteilung des Hamburger SV. Beim HSV machte der Stürmer seinen Weg und schaffte über die Amateurmannschaft – wie auch Gerhard Krug und Jürgen Werner – den Sprung in die Oberligamannschaft, in der er ab Sommer 1956 spielte. Am Ende der Saison 1955/56 – die Amateure des HSV hatten als Aufsteiger in der Amateurliga Hamburg mit dem Torverhältnis von 122:48 Toren den dritten Rang belegt – wurde er erstmals in der Ligamannschaft der „Rothosen“ eingesetzt. Er debütierte beim HSV ohne Oberligaeinsatz in der Endrunde um die deutsche Fußballmeisterschaft. Beim Auswärtsspiel am 3. Juni 1956 gegen den VfB Stuttgart stürmte Reuter beim 4:2-Erfolg auf Linksaußen und Gerhard Krug besetzte den rechten Flügel. Für Reuter schlossen sich noch zwei weitere Endrundeneinsätze gegen Borussia Dortmund (2:1) und Viktoria 89 Berlin (3:1) an. Am 5. August 1956 stand er auch in der HSV-Sturmreihe die im DFB-Pokalfinale im Karlsruher Wildparkstadion gegen den Karlsruher SC das Endspiel mit 1:3 Toren gegen den süddeutschen Oberligisten verlor.
In der Oberliga Nord gehörte er den HSV-Meistermannschaften der Jahre 1957 bis 1960, sowie nach seinem studiumsbedingten Aufenthalt 1960/61 in München, auch in den letzten zwei Jahren der alten erstklassigen Oberligaära, 1962 und 1963, an. Insgesamt wird Reuter mit 126 Oberligaeinsätzen für die „Rothosen“ mit 49 Toren, 19 Einsätzen in der Endrunde um die deutsche Meisterschaft (6 Tore) und 15 DFB-Pokalspielen mit sieben Toren geführt. Höhepunkte waren dabei der zweimalige Einzug in die Endspiele um die deutsche Meisterschaft 1957 und 1958. Beide Finals wurden zwar gegen Dortmund (1:4) und Schalke 04 (0:3) verloren, Reuter stürmte aber jeweils an der Seite von Uwe Seeler im HSV-Angriff. Durch sein Philologie-Studium verbrachte er 1959/60 einige Zeit in England und verpasste so den größten Erfolg seines Vereines, den Gewinn der deutschen Meisterschaft 1960 gegen den 1. FC Köln.
Akademische Gründe waren auch beim Wechsel zur Saison 1960/61 zum TSV 1860 München ausschlaggebend. Bei den „Löwen“ bestritt er unter Trainer Hans Hipp zwar die ersten zwei Rundenspiele gegen Eintracht Frankfurt und Bayern Hof, legte dann aber eine Pause bis Februar 1961 ein. In den letzten neun Verbandsspielen stürmte er dann wieder an der Seite von Mitspielern wie Manfred Wagner, Alfons Stemmer, Rudolf Brunnenmeier, Johann Auernhammer, Eckehard Feigenspan und Alfred Heiß. Die „Blauen“ belegten den sechsten Rang und Reuter hatte in elf Oberligaeinsätzen zwei Tore erzielt. Nach der Saison kehrte er nach Hamburg zurück, wo er bis 1963 beim Gewinn zwei weiterer Nordmeisterschaften 35 Oberligaspiele für den HSV absolvierte, in denen er 17 Tore schoss. Als die Hanseaten 1963 den DFB-Pokal gewannen, war Reuter nur im Spiel der ersten Hauptrunde, am 30. Juni 1963, beim 5:2-Erfolg gegen Bayern Hof im Einsatz. In seiner letzten Runde als Aktiver, 1963/64 in der Debütrunde der Fußball-Bundesliga, trat er in den drei Spielen gegen den 1. FC Kaiserslautern (2:3), 1. FC Köln (1:1) und am 5. Mai 1964 gegen Borussia Dortmund (2:5) nochmals an, ehe er im Sommer 1964 seine Spielerlaufbahn beendete. Im Oktober 1963 war er beim 3:2-Auswärtserfolg bei Union Sportive Luxemburg auf Linksaußen im europäischen Clubwettbewerb der Pokalsieger zum Einsatz gekommen.

## Privates
Nach seiner Zeit als Fußballspieler arbeitete Reuter als Lehrer am Alexander-von-Humboldt-Gymnasium in Hamburg-Harburg, für die Fächer Sport und Englisch.